# Koeleria vallesiana
Koeleria vallesiana é uma espécie de planta com flor pertencente à família Poaceae. 
A autoridade científica da espécie é (Honck.) Gaudin, tendo sido publicada em Alpina 3: 47. 1808.

## Portugal
Trata-se de uma espécie presente no território português, nomeadamente os seguintes táxones infraespecíficos:
- Koeleria vallesiana subsp. vallesiana - presente em Portugal Continental. Em termos de naturalidade é nativa da região atrás referida. Não se encontra protegida por legislação portuguesa ou da Comunidade Europeia.